# Pleurodema marmoratum
Pleurodema marmoratum es una especie de anfibio anuro de la familia Leiuperidae. Se encuentra en Argentina, Bolivia, Chile y Perú. 